# Auferstehungskirche (Katernberg)

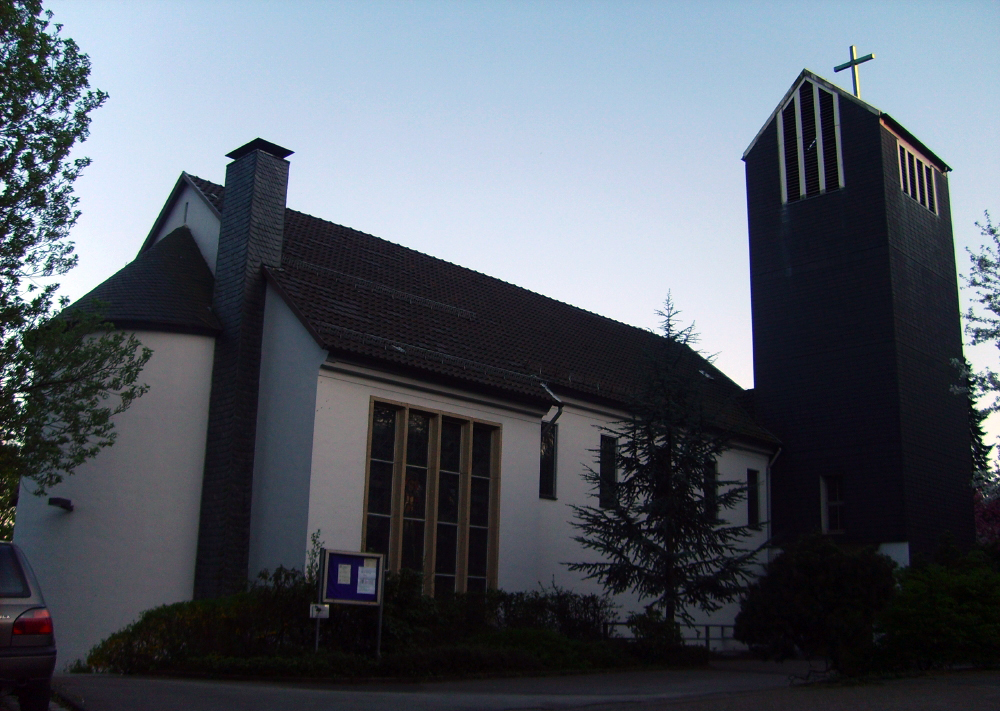
Auferstehungskirche Katernberg

Die Auferstehungskirche Katernberg ist eine evangelische Kirche im Norden des Wuppertaler Stadtteils Elberfeld. Sie ist eine Gottesdienststätten der Evangelischen Kirchengemeinde Elberfeld-Nord im Kirchenkreis Wuppertal der Evangelischen Kirche im Rheinland.

## Baubeschreibung
Die Kirche ist eine moderne, schlichte Saalkirche im Stil der Neuen Sachlichkeit. Das nach Norden ausgerichtete Kirchenschiff ist 23 Meter lang und 13 Meter breit. Vor dem Chor weitet sich das Kirchenschiff geringfügig aus; eine kleine Sakristei schließt sich an. An der Nordseite wird es von einer halbrunden Apsis abgeschlossen, die Westwand wird durch ein buntes Glasfenster aus der Werkstatt der Marienschwesternschaft Darmstadt geprägt, welches den auferstandenen Christus zeigt. An der Südwestseite ist dem Portal ein fünfzehn Meter hoher Glockenturm angesetzt, welcher mit einem einfachen Satteldach mit aufgesetztem Kreuz abschließt. Innerhalb des Turmes befindet sich der Eingangsbereich sowie der Zugang zum Treppenhaus, im Glockenstuhl hängen drei Bronzeglocken.
Die Kirche wurde aus weiß verputztem Backstein erbaut, der Turm wurde später mit Eternitplatten verkleidet. Der schlichte, niedrige Kirchsaal bietet 360 Gottesdienstbesuchern Platz. Ein roter Teppich läuft über die weißen Fliesen geradewegs auf die Apsis zu und verleiht dem Kirchenraum zusammen mit den aus hellem Holz gefertigten Kirchenbänken und den hohen Fenstern einen sehr luftigen und offenen Eindruck. Die Apsis wird dominiert durch ein lebensgroßes Kruzifix, angefertigt ebenfalls von der Evangelischen Marienschwesternschaft Darmstadt.

### Orgel
Die Orgel wurde von 1956 bis 1963 von Emil Hammer Orgelbau aus Hannover erbaut und verfügt über siebzehn Register auf zwei Manualen und Pedal. Organisten waren von 1955 bis 1985 Helmut Mummenbrauer, von 1985 bis 2018 Sabine Bredenbach, von 2018 bis 2020 Damaris Meinefeld und seit 2020  spielt Klaus Möbius die Orgel.

### Glocken
Im Kirchturm hängen drei Bronzeglocken, g‘-a‘-c‘‘; welche von der Firma Rincker (Sinn) gegossen wurden.

## Geschichte
Anfang der 1950er-Jahre stieg die Anzahl der im Norden Elberfelds wohnhaften Lutheraner stark an, unter anderem aufgrund des stetigen Ausbaus der Wohnsiedlungen im Quartier Nevigeser Straße. Für sie war die nächste erreichbare Kirche die Kreuzkirche in der Elberfelder Nordstadt; zeitweise wurde auch die Friedhofskapelle am Bredtchen für Sonntagsgottesdienste genutzt. Auf Initiative des Kirchmeisters der Ev.-luth. Gemeinde Elberfeld, Oskar Stodt, wurde die Auferstehungskirche von 1953 bis 1954 nach Plänen des Architekten Hans auf der Heyde in einem Ensemble mit Pfarrhaus und Kindergarten errichtet. Erster Pfarrer an der neuen Kirche war Lic. Erich Riedesel. 1964 wurde die große Ev.-luth. Gemeinde Elberfeld in sechs Einzelgemeinden aufgeteilt; die Auferstehungskirche gehörte zur nach ihr benannten Ev.-luth. Auferstehungskirchengemeinde. Anfang 1981 wurde im Rahmen der sog. Elberfelder Union die Auferstehungskirchengemeinde  mit der Ev.-ref. Gemeinde Elberfeld-Nord zur neuen Ev. Kirchengemeinde Elberfeld-Nord vereinigt. Nach Umbauten des Untergeschosses in den 1980er Jahren wurden 1999 umfassende Renovierungsarbeiten im Innenraum ausgeführt; dabei wurden die Presbyterbank und die ersten beiden Reihen der Kirchenbänke entfernt.